# Odumírání letorostů jehličnanů

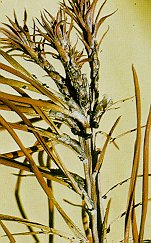
Gremmeniella abietina

Odumírání letorostů jehličnanů je houbová choroba rostlin způsobená houbou Gremmeniella abietina z řádu voskovičkotvaré (Helotiales). Patogen byl poprvé popsán v roce 1851.

## EPPO kód
GREMAB

## Synonyma patogena
Podle eppo.org je pro patogena s označením Gremmeniella abietina používáno více rozdílných názvů, například Ascocalyx abietina nebo Septoria pinea.

## Zeměpisné rozšíření
Gremmeniella abietina je původní Evropu a rozšířila se do východní částí Severní Ameriky a Japonska.

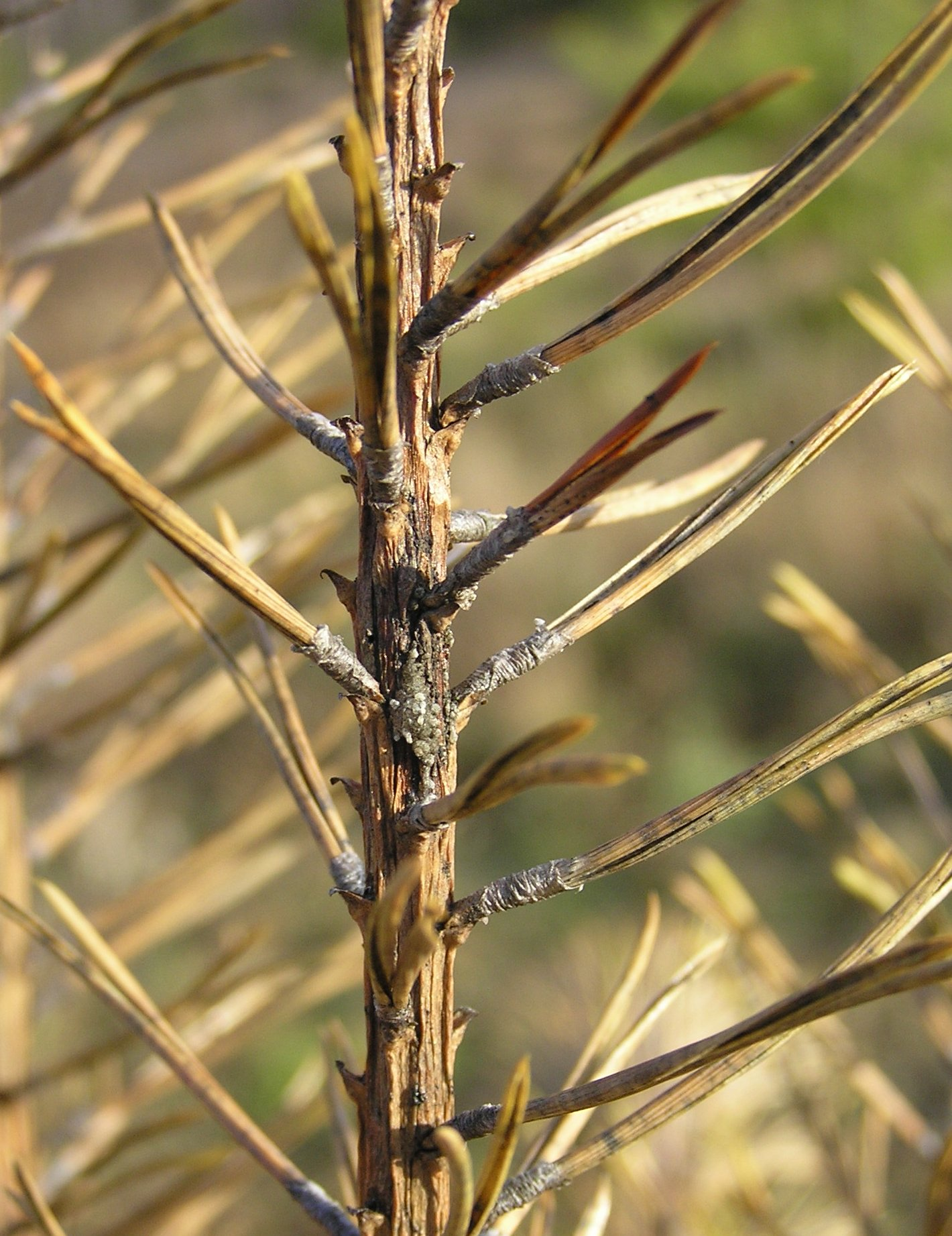
Symptom.

### Výskyt v Evropě
Vyskytuje se ve většině evropských zemí: Rakousko, Belgie, Bulharsko, Česká republika, Dánsko, Estonsko, Finsko, Francie, Německo, Řecko, Island, Itálie, Litva, Nizozemsko, Norsko, Polsko, Rumunsko, Rusko (evropská), Španělsko, Švédsko, Švýcarsko,
Velká Británie (Anglie, Skotsko), Jugoslávie.

### Výskyt v Česku
V České republice byla přítomnost této houby zaznamenána v květnu 1972 na tříletých sazenicích borovice lesní v lesní školce Březina (polesí Chanovice) bývalého Lesního závodu Nepomuk (Uroševič a Jančařík 1973, resp. Jančařík a Uroševič 1973). Ojedinělá přítomnost houby B. pinea (A. abietina) na lesních dřevinách byla následně potvrzena ještě v 80. letech na kleči v Krkonoších, z období 1990 - 1999 chybějí jakékoliv informace o jejím rozšíření v České republice zejména v souvislosti s některým neobjasněným prosycháním a odumíráním borových porostů (Soukup a Pešková 2000a, Jančařík 2000a, 2000b, Jančařík a Procházková 2000). 
Průkazný nález pyknid anamorfy B. pinea ve chřadnoucích smrkových porostech v Orlických horách, byl zaznamenaný poprvé 15. 6. 2000. Nálezcem pyknid anamorfy Brunchorstia pinea (Karst.) Höhn. na smrku v ČR nebyl žádný z tuzemských lesníků, nýbrž odborník (botanik) ze zahraničí: pan Prof. Dr. Hardy Pfanz z Univerzity v Essenu, který navštívil Orlické hory a poukázal přitom na počínající fruktifikaci anamorfního stadia houby A. abietina na koncových větvičkách mladých smrků v kulturách kolem Malé Deštné (1090 m n. m.). V dalším období realizovaná fytopatologická šetření nález potvrdila. Cech a Krehan (2000b) při svých pozorováních také prokázali, jaké obtíže doprovázejí průkaznou determinaci houbových patogenů. Ing. Vlastislav Jančařík, CSc. upozorňuje že příznaky odumření koncových smrkových větviček jsou na všech poškozených smrcích naprosto stejné, identické a uniformní, což už samo o sobě vytváří pochybnosti o biotických příčinách syndromu poškození.
Dokladem zájmu médií i odborné veřejnosti v ČR o problematiku bylo např. vysílání České televize dne 27. října 2000, které se problematice aktuálního rozšíření houby Ascocalyx abietina v Orlických horách věnovalo hned ve dvou zpravodajských relacích ("Večerníky" v 18:00 hod. na ČT1; "21" ve 21:00 hod. na ČT2). 

## Hostitel
Druhy jedle Abies, smrku Picea a borovice Pinus, dřeviny které jsou široce rozšířeny v Evropě.
Napadá především smrk Picea abies, borovici Pinus contorta a Pinus sylvestris. Borovice s pěti jehlicemi ve svazku se zdají být odolnější než dvou a tří jehlicové borovice (Skilling & O'Brien, 1979).

## Příznaky
U semenáčků ve školkách jsou příznaky postižení rozvinuté na celé rostlině, která celá uhyne a na záhonech se tvoří zrezivělá ohnisková kola.

### Výhony a jehlice
Počáteční infekce Gremmeniella abietina se objevuje na vyrůstajících výhonech na jaře (Gremmen, 1968). Na jaře jeden rok staré jehlice změní barvu na oranžovou až so hněda. Zbarvení začíná na základně a postupně pokračuje ke špičce. Následuje zhnědnutí jehlic v důsledku odumírání těchto výhonů. Lze pozorovat charakteristické žluté zbarvení xylému (Read, 1967).
Poškozené jehlice nemají žádná výrazná pruhování a skvrny, většinou je změna barvy jehlice jednolitá. V červenci jsou již jehlice a špičky výhonů hnědé. U borovic nemusí ihned docházet k opadu jehlic, avšak jehlice opadají při použití sebemenšího tlaku.
Příznakem jsou také rakovinné deformace zduřeniny, rány a praskliny. Nádory na kmeni jsou vzácné, ale na malých větvích se běžně vyskytují. Na okrajích prasklin vyrůstají ve skupinkách černé kulovité pyknidy 0,5 - 2 mm velké. Pyknidy vyrůstají jinak především na kůře výhonků a i na jehlicích. Praskliny jsou ve směru podélném, vyplněny černou závalovou hmotou. Pyknidy obsahují na povrchu mléčně bílou tekutinu, obsahující konidie. U suchých větviček se bílý exudát netvoří.  

### Pupeny
Pokud se první příznaky neobjeví, následující zimu,lze pozorovat na pupenech kdy výpotky pryskyřice. Hnědé nekrotické oblasti se rozvíjí na bázi pupenech a na kůře během vegetace. Na jaře, mnoho nakažených pupenů nevyraší a většinou zcela odumírají. Když jsou pupeny jen částečně napadeny, mohou rašit deformované výhony. U smrku lze pozorovat pokusy o revitalizaci rostliny a to hlavně v následném jarním období, kdy za příznivých podmínek se opadané terminály snaží o znovu vyrašení. Někdy se tvoří metlovité výhony.

## Morfologie patogena
U smrku jsou pyknidy černé s jednolitým povrchem. Vřecka jsou kyjovitého tvaru, askospory hyaliní, 3- 4 buněčné, vel. 15-20 x 3 - 4,5 µm. 

## Význam
Nemoc může způsobit úhyn mladých stromků, snížení přírůstků a způsobuje deformace starších stromů. V ojedinělých případech byl výskyt zaznamenán u semenáčků ve školkách, kde dochází k totálnímu úhynu sazenic.
Choroba devastatovala porosty Pinus nigra var. maritima v Skandinávii v roce 1880 a zásadním způsobem napadla P. cembra ve Švédsku v posledních letech. 

## Šíření
Konidie uvolněné z infikovaných tkání jsou rozptýleny při vhodných vlhkostních podmmínkách pomocín vodních kapek (Votila, 1985). Šíření houby na velké vzdálenosti může nastat především díky větrem přenášenými askosporami. Absence askospor u evropských kmenů má jednoznačně vliv na šíření choroby. Přeprava infikovaného školkařského materiálu nebo přenášení pomocí nakažených vánočních stromků Pinus sylvestris může být alternativním způsobem šíření. Magasi a Manley (1974) ukázali, že Gremmeniella abietina může přežívat 10 dnů ve větvích 9-rok-starého vánočního stromu P. sylvestris bez ohledu na suché a teplé podmínky.

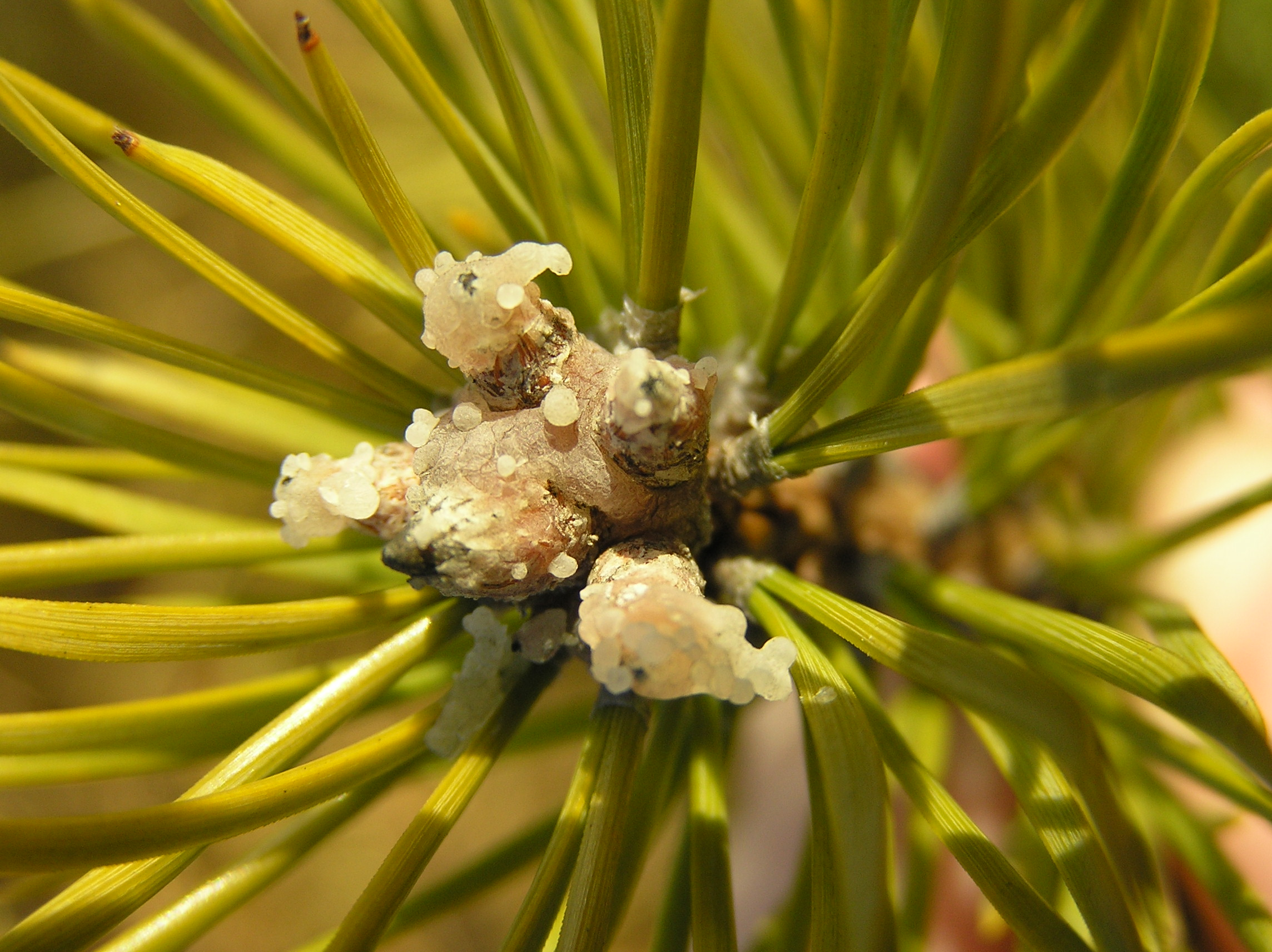
Pupeny napadené Gremmeniella abietina

## Ochrana rostlin

### Chemická ochrana
Nemoc může být ošetřena ve školce pomocí fungicidu chlorthalonil. Aplikaci je třeba asi sedmkrát opakovat od května do poloviny srpna (Skilling & Waddell, 1970, 1974). V lese nicméně, jakmile se Gremmeniella abietina objeví v lesní plantáži je téměř nemožné ji vymýtit. 

### Rezistence
Odolé dřeviny druhu borovice Banksova byly pozorovány v Ontariu.